# Pithāpuram
Pithāpuram är en ort i Indien.   Den ligger i distriktet East Godāvari och delstaten Andhra Pradesh, i den sydöstra delen av landet, 1 400 km söder om huvudstaden New Delhi. Pithāpuram ligger 21 meter över havet och antalet invånare är 52 709.
Terrängen runt Pithāpuram är mycket platt.  Närmaste större samhälle är Kakinada, 17,4 km söder om Pithāpuram. Trakten runt Pithāpuram består till största delen av jordbruksmark.